# Boubacar Diabang Dialiba
Boubacar Diabang Dialiba (nacido el 13 de junio de 1988 en Dakar, Senegal)  es un futbolista naturalizado bosnio.

## Trayectoria
Aunque nació en Senegal, tiene el pasaporte de Bosnia y Herzegovina.
Comenzó jugando en Senegal en clubes de su ciudad natal en Dakar hasta que dio el salto a Europa, donde jugó dos temporadas en el FK Zeljeznicar. En agosto de 2008 llegó al Real Murcia para realizar una prueba y en tres días convenció a todos en el partido del centenario del club, ante el Ajax de Ámsterdam dando una asistencia, marcando 1 gol y causando una gran sensación. Firmó un contrato por tres temporadas y se convirtió en habitual de las alineaciones del por entonces entrenador grana Javier Clemente, pero una grave lesión truncó su trayectoria. Para la temporada 2009-2010, el jugador estuvo a prueba con el Red Bull Salzburg.
Es centrocampista internacional sub-21 con la Selección de fútbol de Bosnia y Herzegovina.

## Clubes
| Temporada | Club             | Partidos | Goles |
| --------- | ---------------- | -------- | ----- |
| S/D       | FC Abeme         | S/D      | S/D   |
| S/D       | Racing de Dakar  | S/D      | S/D   |
| 2006-2008 | FK Željezničar   | 60       | 19    |
| 2008-2009 | Real Murcia      | 13       | 1     |
| 2009-2014 | KV Mechelen      | 108      | 15    |
| 2014-2016 | KS Cracovia      | 45       | 7     |
| 2016-2017 | Yeni Malatyaspor | 31       | 13    |
| 2017-2018 | Giresunspor      | 24       | 2     |
| 2018-2019 | Ümraniyespor     | 20       | 1     |
| 2019-2021 | Keçiörengücü     | 27       | 7     |